# Lévi Alves Cabral
Lévi Alves Cabral (ur. 16 maja 1989 roku w Rio de Janeiro) – brazylijski siatkarz grający na pozycji przyjmującego. Od sezonu 2018/2019 występuje we francuskiej drużynie Montpellier UC.
W latach 2008–2013 studiował biznes i zarządzanie na uczelni California Baptist University w Los Angeles. Reprezentował również swoją uczelnię w siatkarskich zawodach, z którą wielokrotnie zdobywał mistrzostwa uczelni USA oraz tytuł gracza roku.

## Sukcesy klubowe
Puchar CEV:
- 2017

Mistrzostwo Brazylii:
- 2018